# رئوف اینیلیف
رئوف اینیلیف (روسی: Рауф Талгатович Инилеев؛ زادهٔ ۸ سپتامبر ۱۹۵۰) بازیکن سابق و مربی فوتبال اهل ازبکستان است.
از باشگاه‌هایی که در آن بازی کرده‌است می‌توان به باشگاه فوتبال سغدیانا جیزک و باشگاه فوتبال پخته‌کار تاشکند اشاره کرد.